# 國際童軍第1團
國際童軍第1團（英語：International Boy Scouts, Troop 1）是世界童軍局成立以來第1個登記於該部的「跨國籍」童軍團。1925年10月30日，國際童軍局在第3次世界童軍委員會中，通過將該團直接登記在國際童軍局之下，隨後該團發佈了含「跨國籍」精神的章程；該章程由羅伯特·貝登堡簽署生效。

## 背景
早在1908年的日本，童軍活動受到許多具影響力的教育家之注目，其中幾位則在他們的教育工作中引入童軍活動。然而，第一個成立於日本的童軍團是由克拉倫斯·格里芬在1911年於橫濱成立。
格里芬當時活躍於橫濱的外國人社群，而他決定於1911年秋天開始成立童軍團，並於同年10月舉行第一次團集會，共有18名童軍成員加入，分別為12名英國人、3名美國人、2名丹麥人與1名挪威人。
1911年12月12日，格里芬與大多數來自英國的男孩，於橫濱山手的歡樂劇院集會操演童軍技能慶祝童軍團的成立；當中全部成員來自橫濱山手地區的一所中小學「聖約瑟書院」。1912年4月2日，該童軍團迎接來日本訪問的羅伯特·貝登堡；在此之前，貝登堡未曾聽聞日本有在發展童軍運動，而他受到該童軍團的歡迎時，則甚表驚奇。
後來貝登堡認證格里芬為正式童軍團長，並隨後將該團直接登記在倫敦英國童軍總會的一個英國海外童軍團，稱為「橫濱第1團」（First Yokohama），限制該團成員資格為具英國公民資格的青少年。雖然該團不會特別遵照成員資格的限制，但由於他們會在童軍旗之前先展示英國國旗，因此經常被認為是英國的童軍團。
而橫濱第1團，就是後來國際童軍第1團的前身。

## 童軍成員的國籍
自從世界童軍局將國際童軍第1團登記為「跨國籍」的童軍團，該團成員的來源國就超過了40個。目前該團的成員來自43個國家；其中還有因政治因素成為無國籍的青少年，多年來也是該團的成員。有10個國家的童軍成員拿到了該團最高階級「地球童軍」（Globe Scout），該階級於1957年建立。

## 外部連結
- 國際童軍第1團官方網站 （页面存档备份，存于）